# Ctónico
En mitología y religión, y en particular en la griega, el término ctónico (del griego antiguo χθόνιος khthónios, ‘perteneciente a la tierra’, ‘de tierra’) —pronunciado como la palabra «tónico»—, designa o hace referencia a los dioses o espíritus del inframundo, por oposición a las deidades celestes. A veces también se los denomina telúricos (del latín tellus).
La palabra griega χθών khthốn es una de las varias que se usan para ‘tierra’ y se refiere típicamente al interior del suelo más que a la superficie de la tierra (como hace γαίη gaie o γῆ ge) o a la tierra como territorio (como hace χώρα khora). Evoca al mismo tiempo la abundancia y la tumba.
Las divinidades ctónicas pertenecen a un viejo sustrato mediterráneo, identificado más obviamente con Anatolia. Los ciclos de la naturaleza, los de la vida y la supervivencia tras la muerte están en el centro de las preocupaciones que traducen.
La arqueología revela, especialmente en los lugares de posibles santuarios y en las tumbas de la época neolítica y de la Edad de Bronce, los ídolos actualmente calificados de Grandes Madres o Madres-Tierra, supuestamente relacionados con los cultos a la fecundidad y la fertilidad. La relación de estos objetos con los de otros sitios (notablemente Anatolia) sugiere que esta antigua religión mediterránea asociaba esta diosa con un toro o un cordero, tema que permanecerá largamente en la región.
En Creta, el supuesto culto a esta Gran Diosa se transforma durante el II milenio a. C. a medida que aparecen nuevos actores: diversos animales, plantas, etcétera. Toda una muchedumbre de demonios guía a los dioses, tales como los Curetes o los Dáctilos, que se expanden en esta época y tendrán numerosos descendientes en la mitología griega (quimeras, gorgonas, sirenas, etcétera). La misma Diosa Madre se duplica sin duda como madre e hija, como será más tarde el caso de sus herederas Deméter y Perséfone.
El santuario de los Grandes Dioses de Samotracia albergaba un culto mistérico dedicado a un panteón de divinidades ctónicas, de las que la más importante era la Gran Madre.
En Acragas (actual Agrigento) hay un templo dedicado a las divinidades ctónicas.

## Ctónicos y olímpicos
Mientras otros términos como «deidad terrestre» suelen tener implicaciones más dramáticas, los términos khthonie y khthonios tienen un significado más técnico y preciso en griego, refiriéndose ante todo a la forma en que se ofrecían sacrificios al dios en cuestión.
Algunos cultos ctónicos practicaban el sacrificio ritual, que a menudo se realizaba de noche. Cuando el sacrificio era una criatura viva, el animal se ponía en un bothros (βοθρος, ‘pozo’) o megaron (μεγαρον, ‘cámara hundida’). En otros cultos, por el contrario, la víctima era sacrificada sobre un bomos (βομος, ‘altar’) elevado. Las ofrendas eran normalmente quemadas íntegramente o enterradas en vez de ser cocinadas y repartidas entre los devotos.
No todos los cultos ctónicos eran griegos, ni todos ellos practicaban el sacrificio ritual: algunos hacían sacrificios en efigies o quemaban ofrendas vegetales.

### Tipo de culto frente a función
Aunque las deidades ctónicas tenían una relación general con la fertilidad, no tenían un monopolio sobre esta, ni eran los dioses olímpicos totalmente indiferentes a la prosperidad de la tierra. Así, aunque tanto Deméter como Perséfone cuidaban varios aspectos de la fertilidad de la tierra, la primera tenía un culto típicamente olímpico mientras que el de la segunda era ctónico.
Para mayor confusión, Deméter era adorada junto a Perséfone con idénticos ritos, e incluso esta era ocasionalmente clasificada como una olímpica en la poesía y los mitos. Se ha sugerido que la absorción de algunos cultos anteriores en el nuevo panteón, frente a los que se resistían a ser asimilados, hizo que los mitos más recientes parecieran confusos.

### Entre ambos
Las categorías olímpica y ctónica no eran, sin embargo, totalmente estrictas. Algunos dioses olímpicos, como Hermes y Zeus, también recibían sacrificios y diezmos en algunos lugares. Los héroes deificados Heracles y Asclepio podían ser adorados como dioses o como héroes ctónicos, dependiendo del sitio y la época de origen del mito.
Más aún, algunas pocas deidades no son fácilmente clasificables bajo estos términos. A Hécate, por ejemplo, era costumbre ofrecerle cachorros en las encrucijadas, lo que con toda seguridad no era un sacrificio olímpico, pero tampoco una ofrenda típica a Perséfone o a los héroes. Debido a sus funciones en el inframundo, Hécate es, sin embargo, clasificada generalmente como ctónica.